# Усмихнатите грешници
„Усмихнатите грешници“ (на английски: Laughing Sinners) е американска романтична драма от 1931 година на режисьора Хари Бомонт с участието на Джоан Крофорд, Нийл Хамилтън и Кларк Гейбъл, адаптация на пиесата „Песен за факлата“ на Кениън Никълсън.

## Сюжет
Айви Стивънс (Джоан Крофорд) е собственичка на арт кафене, която има любовна връзка с хитрия търговец Хауърд Палмър (Нийл Хамилтън), който я изоставя. В опита си да се самоубие, тя е спасена от служителя в „Армията на спасението“ Карл (Кларк Гейбъл). Окуражавана от него, Айви се присъединява към същата организация. Когато Хауърд се появява отново, Айви осъзнава, че старата и любов е все още жива и започва нова връзка с него. Карл, наблюдавайки отстрани случващото се, настоява Айви да се посвети изцяло на „Армията на спасението“. Тя разбира, че ако продължи повторната си афера с Хауърд, живота и ще се спусне стремглаво надолу. Айви прекратява връзката си и отново поема ангажиментите към службата.

## В ролите
- Джоан Крофорд като Айви Стивънс
- Нийл Хамилтън като Хауърд Палмър
- Кларк Гейбъл като Карл Лумис
- Марджори Рамбо като Руби
- Гай Киби като Кас Уилър
- Клиф Едуардс като Майк
- Роско Кернс като Фред Гиър
- Гертруд Шорт като Една
- Джордж Купър като Джо
- Джордж Мариън като Хъмпти
- Бърт Уудруф като Тинк